# Lee Chun-soo
Lee Chun-soo (en hangul, 이천수; en hanja, 李 天秀; nacido el 9 de julio de 1981 en Incheon) es un exfutbolista surcoreano. Jugaba de delantero y su último club fue el Incheon United de Corea del Sur. Fue director técnico de dicho equipo desde 2018 a 2020.

## Trayectoria
Lee Chun-soo fue miembro de la selección de fútbol de Corea del Sur durante los mundiales de Corea y Japón 2002 y Alemania 2006. Además, también participó en los Juegos Olímpicos de Atenas 2004.
Tras el Mundial de Corea y Japón 2002, se pasó al profesionalismo en el Ulsan Hyundai Horang-i en una temporada en la que el equipo dominó la K-League, y gracias a la cual fue nombrado por la Confederación Asiática mejor jugador joven del año del continente. Al año siguiente Lee fichó por la Real Sociedad, equipo de la ciudad de San Sebastián, en el País Vasco, convirtiéndose en el primer surcoreano en jugar en la Primera División de España. Tras una temporada mediocre, Lee fue cedido al CD Numancia, antes de regresar al Ulsan Hyundai Horang-i sin haber logrado marcar un solo gol en la liga española.
Aunque Lee firmó por el Ulsan a mitad de temporada, su aportación fue decisiva para que el equipo ganara la K-League de 2005. Gracias a un hat-trick en la primera ronda de la fase final, Lee fue nombrado Jugador Más Valioso de diciembre de 2005.
En Alemania 2006 marcó el primer gol de la selección de fútbol de Corea del Sur contra Togo en la victoria por 2:1.
Su palmarés incluye una Copa de Países Bajos, dos Ligas Coreanas, dos Copas de Corea y una Supercopa coreana. Tras su etapa como jugador ha sido entrenador en Incheon United entre 2019 y 2020, tarea que ha compaginado con múltiples apariciones en televisión como comentarista deportivo o en programas de entretenimiento.

## Selección nacional
Ha sido internacional con la Selección de fútbol de Corea del Sur; ha jugado 78 partidos internacionales y ha anotado 10 goles.

### Participaciones en Copas del Mundo
| Mundial                        | Sede                  | Resultado    |
| ------------------------------ | --------------------- | ------------ |
| Copa Mundial de Fútbol de 2002 | Corea del Sur y Japón | Cuarto lugar |
| Copa Mundial de Fútbol de 2006 | Alemania              | Primera fase |

### Participaciones Internacionales
| Torneo                          | Sede                                   | Resultado    |
| ------------------------------- | -------------------------------------- | ------------ |
| Copa Asiática 2000              | Líbano                                 | Tercer lugar |
| Copa de Oro de la Concacaf 2002 | Estados Unidos                         | Cuarto lugar |
| Copa Asiática 2007              | Indonesia, Malasia, Tailandia, Vietnam | Tercer lugar |

## Clubes
| Club                    | País           | Año        |
| ----------------------- | -------------- | ---------- |
| Ulsan Hyundai Horang-i  | Corea del Sur  | 2001-2003  |
| Real Sociedad           | España         | 2003-2004  |
| CD Numancia             | España         | 2004-2005  |
| Ulsan Hyundai Horang-i  | Corea del Sur  | 2005-2007  |
| Feyenoord de Róterdam   | Holanda        | 2007-2008  |
| Suwon Samsung Bluewings | Corea del Sur  | 2008       |
| Chunnam Dragons         | Corea del Sur  | 2009       |
| Al-Nasr                 | Arabia Saudita | 2009-2010  |
| Omiya Ardija            | Japón          | 2010- 2011 |
| Incheon United          | Corea del Sur  | 2013-2016  |

## Apariciones

### Programas de televisión
| Año             | Título                                                     | Notas                      |
| --------------- | ---------------------------------------------------------- | -------------------------- |
| 2018 - presente | Stumbled Upon a Research Institute for Behavioral Sciences | concursante                |
| 2017            | Hello Counselor                                            | Ep. #323 - invitado        |
| 2016            | 2 Days & 1 Night                                           | (Ep. 448 - 450) - invitado |
| 2015            | King of Mask Singer                                        | invitado                   |
|                 | Running Man                                                | invitado                   |